# Władysław Olszewski
Władysław Olszewski (ur. 21 stycznia 1946 w Bytomiu, zm. 5 maja 2025) – polski samorządowiec, w latach 1990–1994 wiceprezydent Opola, w latach 1999–2002 członek zarządu województwa opolskiego I kadencji.

## Życiorys
Z wykształcenia magister inżynier urządzeń sanitarnych. W kadencji 1990–1994 pełnił funkcję wiceprezydenta Opola. W 1990, 1994 i 1998 wybierany do rady miejskiej Opola, został jej wiceprzewodniczącym. W międzyczasie zaangażował się w działalność polityczną w ramach Akcji Wyborczej Solidarność. W styczniu 1999 zrezygnował z mandatu radnego, następnie 26 stycznia tego samego roku został powołany na stanowisko członka zarządu województwa opolskiego (w miejsce Stanisława Podwińskiego). Zakończył pełnienie funkcji wraz z całym zarządem 19 kwietnia 2002. W tym samym roku bez powodzenia wystartował do rady miejskiej Opola z listy KWW Prawe Miasto.
Został pochowany 13 maja 2025 na cmentarzu komunalnym w Opolu-Półwsi.

## Wyróżnienia
W 2015 wyróżniony tytułem Zasłużonego Obywatela Opola.